# Semiothisa sinicaria
Semiothisa sinicaria är en fjärilsart som beskrevs av Walker 1862. Semiothisa sinicaria ingår i släktet Semiothisa och familjen mätare. Inga underarter finns listade i Catalogue of Life.